# Гебелома
Гебелома (Hebeloma) — рід грибів родини гіменогастрові (Hymenogastraceae).

## Опис

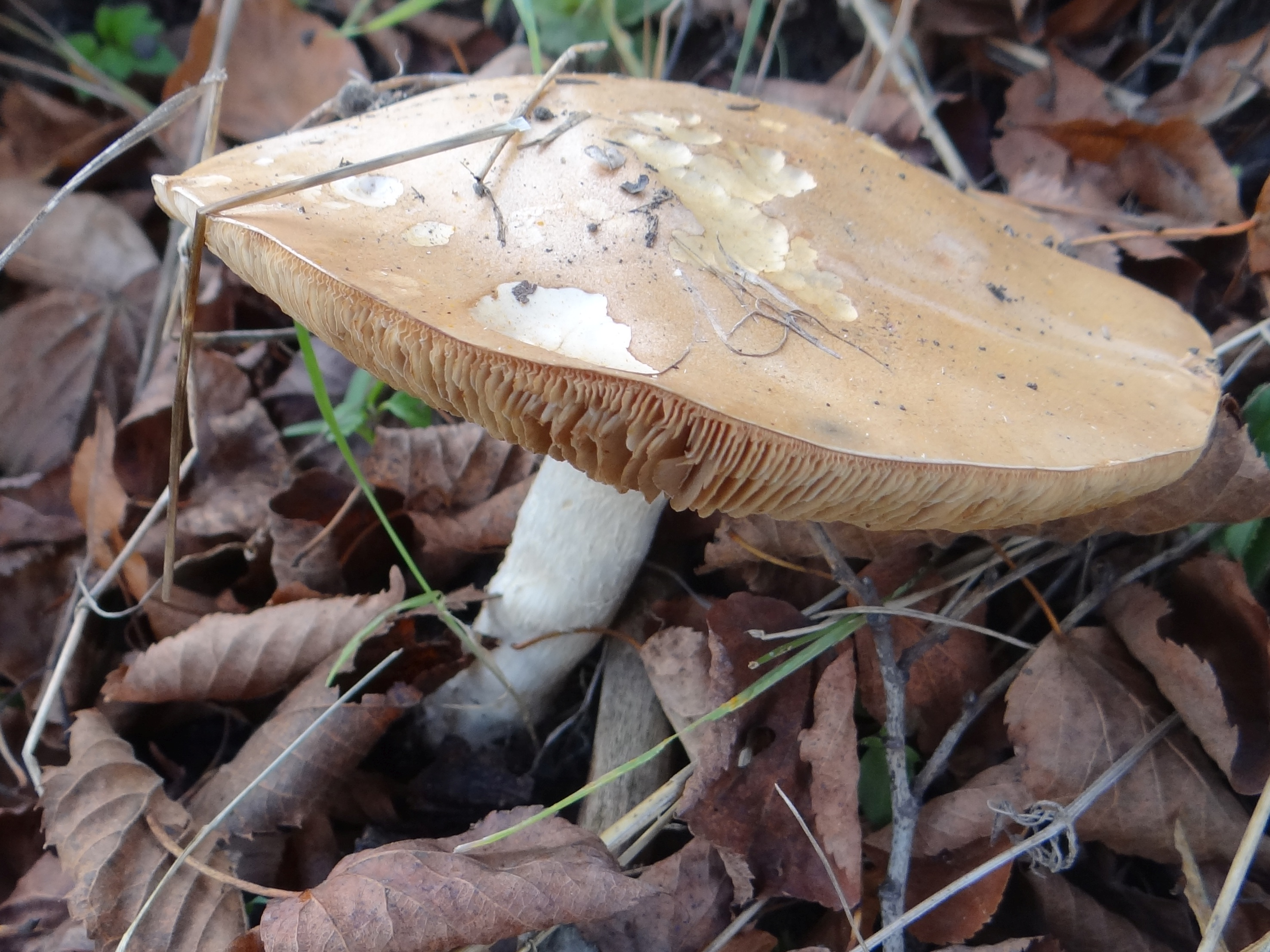
Гебелома клейка (Hebeloma crustuliniforme)

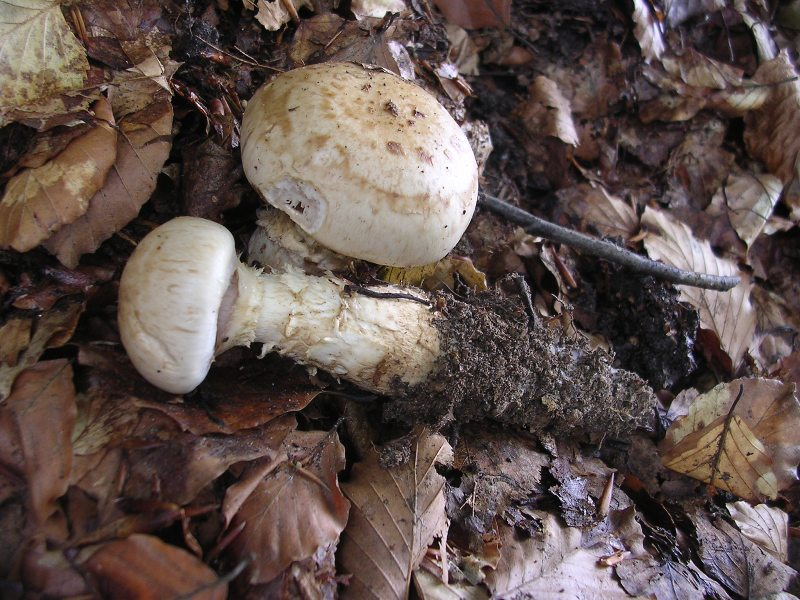
Гебелома великокоренева (Hebeloma radicosum)

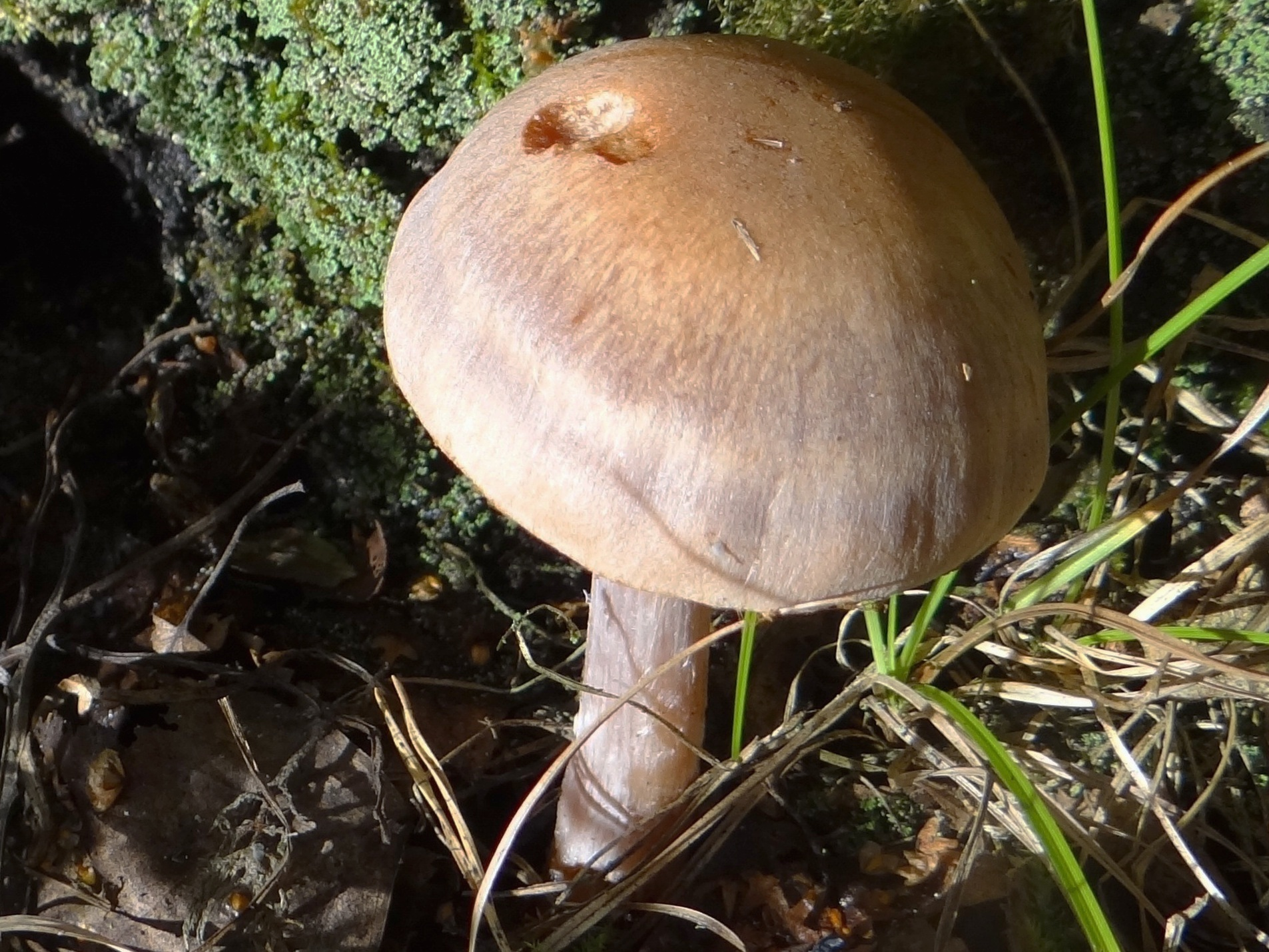
Гебелома запашна (Hebeloma sacchariolens)

Неїстівні тонком'ясисті гриби великого, середнього, зрідка дрібного розміру. Мають кортину, яка з часом швидко зникає. Шапинка червонувато-сірувата, сіруват-червонувато-коричнювата, зрідка глинясто-коричнювата, опукло- або плоско-розпростерта, гола, клейкувата, зрідка суха. Пластинки прирослі, сірувато-кремового, бежевого або глинясто-коричнюватого кольору, зазвичай з білуватим краєм, густі, переважно широкі, іноді на них виступають краплі рідини. Спорова маса бурувато-коричнева. Ніжка циліндричної форми іноді з бульбоподібною основою, зрідка потоншується донизу, білувата, часто внизу коричнювата, волокниста або борошниста, щільна, буває з порожниною. М'якуш білуватий, іноді коричнюватий на ніжці, має запах редьки.

## Умови зростання
Росте на ґрунті у лісах. Мікоризні гриби.

## Поширення
Представники роду зростають по всьому світі, з основним поширенням у помірних зонах північної півкулі.
«Визначник грибів України» налічує 14 видів, що зростають в Україні:
1. Гебелома карликова (Hebeloma pumilum = Hebeloma birrus)
2. Гебелома великососочкова (Hebeloma magnimamma)
3. Гебелома крихітна (Hebeloma pusillum)
4. Гебелома волокниста (Hebeloma strophosum = Hebeloma mesophaeum)
5. Гебелома запашна (Hebeloma sacchariolens)
6. Гебелома оперезана (Hebeloma mesophaeum)
7. Гебелома зимова (Hebeloma hiemale)
8. Гебелома довгохвоста (Hebeloma longicaudum = Hebeloma crustuliniforme)
9. Гебелома мінлива (Hebeloma versipelle)
10. Гебелома червонувата (Hebeloma testaceum)
11. Гебелома недосяжна (Hebeloma fastibile)
12. Гебелома великокоренева (Hebeloma radicosum)
13. Гебелома клейка (Hebeloma crustuliniforme)
14. Гебелома редькова (Hebeloma sinapizans)

## Систематика
У другій книзі п'ятого тому видання «Визначник грибів України», що вийшов друком 1979 року рід гебелома віднесений до родини кортинарієві або павутинникові (Cortinariaceae).
У базі даних MycoBank рід гебелома віднесений до родини строфарієві (Strophariaceae).
У базі даних Index Fungorum рід гебелома віднесений до родини гіменогастрові (Hymenogastraceae).
База даних Species Fungorum станом на 9.10.2019 налічує 356 видів роду Hebeloma (докладніше див. Список видів роду гебелома).